# Амазон мексиканський
Амазон мексиканський (Amazona finschi) — птах родини папугові. Наукову назву виду дано на честь німецького орнітолога й дослідника Фрідріха Германа Отто Фінша (1839—1917).

## Зовнішній вигляд
Завдовжки 33—34 см. Оперення зелене. Груди лимонні, чоло й переднє частина голови фіолетово-коричневі. Голова із блакитним відтінком. Потилиця й краю шиї — блакитні. Другорядні махові синьо-фіолетові, на перших п'яти є червоне «дзеркало». Дзьоб жовто-кісткового відтінку. Кільця навколо очей сірі. Райдужка помаранчева. Лапи сірі.

## Розповсюдження
Живе на заході Мексики.

## Спосіб життя
Населяє вологі тропічні сельви, хвойні й дубові ліси до висоти 2200 м над рівнем моря. У шлюбний період живуть переважно парами або невеликими групами. У решту часу збираються у великі зграї — від 200 до 300 птахів. Живляться насіннями, плодами, ягодами, горіхами й бруньками. Завдають шкоди банановим плантаціям.

## Загрози й охорона
Популяція нараховує від 7000 до 10000 птахів. У 2004 році вид був внесений у Додаток I СІТЕС.